# Чи-Хе
Средний танк Тип 1 Сухопутных войск Императорской Японии  (яп.  Рикугун Иссики тюсэнся) (другие обозначения Чи-Хе, Тип 2601) — средний танк Сухопутных войск Императорской Японии Второй мировой войны. Разработан КБ танкостроения Мицубиси в 1940—1941 годах на основе среднего танка Шинхото Чи-Ха. Серийное производство начато в 1943 году. Всего до конца 1944 года было выпущено, по разным данным, от 170 до 600 машин.

## История создания
Танки «Чи-Ха» плохо себя показали в боях на Халхин-Голе, так как советские 45-мм противотанковые пушки, несмотря на меньший калибр, чем 57-мм короткоствольные пушки Чи-Ха, лучше пробивали броню. С целью повышения противотанковых качеств вооружения Чи-Ха был создан ШинХоТо Чи-Ха. Чи-Хе — развитие ШинХоТо Чи-Ха. На нём была усилена броня и упрощён архаичный каркас, а также введена сварка брони (однако в некоторых местах для повышения прочности креплений также использовалась и клёпка).

## Описание конструкции
Опытный средний танк под шифром Чи-Хе явился развитием предыдущего среднего танка Шинхото Чи-Ха. На машины были применены множество новейших для японского танкостроения решений: цельносварной бронекорпус, трёхместная башня, противоснарядное бронирование и радиофикация всех машин. Экипаж был увеличен до пяти человек: командира, наводчика, заряжающего, механика-водителя и стрелка, что освободило командира от обслуживания орудия и позволило сосредоточиться на управлении боем.

### Броневой корпус и башня
Корпус и башня собирались из закалённых катаных бронелистов преимущественно с помощью сварки (в отдельных местах применялась клёпка). По сравнению с Чи-Ха, танк получил более простую форму корпуса с единой плоской верхней лобовой деталью, исчезли жалюзи в стенках моторного отделения. Толщина вертикальных бронелистов не изменилась по сравнению с Шинхото Чи-Ха (20 мм в корме корпуса, 25 мм в бортах корпуса и башни). Для лобовых деталей корпуса танк получил противоснарядное бронирование (50 мм) для маски орудия — 40 мм. Толщина днища и крыши осталась прежней (8 и 12 мм).
Башня схожа с башней Шинхото Чи-Ха, но отличалась бо́льшими размерами, чтобы вместить дополнительного члена экипажа. Наблюдение за полем боя осуществлялось через закрытые бронестёклами смотровые щели и перископический смотровой прибор в крыше командирской башенки.

### Вооружение
Основным вооружением являлась танковая пушка Тип 1 калибра 47 мм (62 калибра, начальная скорость бронебойного снаряда 826 м/с). Боекомплект состоял из 120 бронебойных и осколочно-фугасных выстрелов. Масса бронебойного снаряда — 1,4 кг, бронебойно-фугасного — 1,52 кг. Танковая пушка Тип 1 имела одинаковое обозначение с пушкой Шинхото Чи-Ха, но получила более эффективные противооткатные устройства и вертикальный затвор. Установка осталась традиционной на вертикальных и горизонтальных цапфах, позволявших качание в горизонтальной плоскости в пределах ±7,5°. Наводка осуществлялась при помощи плечевого упора, хотя отдача 47-мм пушки для такой системы оказалась слишком сильной.
| Таблица бронепробиваемости танкового орудия Тип 1 калибра 47 мм |                          |                          |
| Бронебойный трассирующий остроголовый                           |                          |                          |
| Дальность, м                                                    | При угле встречи 90°, мм | При угле встречи 60°, мм |
| 500                                                             | 68                       | 50                       |
| 1000                                                            | 45                       | 34                       |

Вспомогательное вооружение танка осталось неизменным — два пулемёта Тип 97 (лицензионный Виккерс 7,7 мм) в верхнем лобовом листе корпуса и корме башни. Пулемётный боекомплект включал 4 тыс. патронов в магазинах на стенках корпуса под башней.

### Двигатель и трансмиссия
Танк получил более мощный по сравнению с ранними машинами дизельный двигатель воздушного охлаждения (Мицубиси Тип 100, 4-тактный V-образный 12-цил., 240 л. с.) Это позволило компенсировать возросшую на 1,5 тонны массу танка и увеличить максимальную скорость хода. Трансмиссия осталась неизменной и состояла из редуктора, четырёхступенчатой коробки передач с понижающей передачей, карданного вала, бортовых фрикционов с одноступенчатыми редукторами.

### Ходовая часть
Подвеска выполнена по стандартной системе Т. Хара, с парными катками на качающихся балансирах. Рычажная система со спиральными пружинами укрыта в горизонтальных трубах по бокам корпуса. Дополнительные передние и задние катки с независимой подвеской при помощи рычагов соединены с открытыми спиральными пружинами.
Ведущие катки — передние, зацепление гусениц цевочное. Гусеницы — стальные мелкозвенчатые, с одним гребнем, каждая из 96 траков с шагом 120 мм и шириной 330 мм.

## Машины на базе Тип 1

### Танк артиллерийской поддержки (Хо-И)
Выпускавшийся в незначительном количестве с 1942 года вариант с короткоствольной пушкой Тип 99 калибра 75 мм в увеличенной башне. Предназначался для поддержки пехоты на поле боя. Выпуск составил всего 33 машины из-за наличия к тому времени САУ Хо-Ни.

### Плавающий танк Тип 3 Ка-Чи
Этот плавающий танк разработан в 1943 году, схож по конструкции с Ка-Ми. Выпуск составил около 20 машин в 1944 году. В боях не участвовал.

## Боевое применение
Танки «Чи-хе» сводились в те же роты, что и «ШинХоТо Чи-Ха». Эти машины действовали совместно на Филиппинах, Сайпане, Иводзиме, Окинаве, в Манчжурии и на Курильских островах.

## Оценка машины
Танк по своим характеристикам и классу имел не очень много аналогов. Во многом он сравним с немецким Pz. Kpfw. III или американскими M2 и M3. Однако малое количество (разница с Pz. III и M3 более чем в 10 раз) и не очень сильное бронирование делало эти машины незначительными на поле боя.
С другой стороны, Тип 1 являлся весьма значительным шагом вперёд. По сравнению с Чи-Ха каркас танка был максимально упрощен, а в некоторых местах конструкции и вовсе убран, также изменениям подверглись обводы корпуса и ряд внутренних механизмов. Появление пятого члена экипажа освободило командира от работы с орудием и позволило полностью переключиться на управление боем. Новая 47-мм противотанковая пушка с длиной ствола 62 калибра развивала начальную скорость бронебойного снаряда до 826 м/с и стала пробивать на 500 м броню 68-мм, а на 1000 м — 45-мм. За счет установки более мощного дизеля скорость даже потяжелевшего «Чи-хе» несколько увеличилась по сравнению с «Чи-ха». Лобовое бронирование вполне выдерживало попадания снарядов калибра до 50 мм с расстояний более 1 км. Сварка бронелистов показала себя гораздо надёжнее клёпки.